# Natacha (nouvelle)
Natacha est une nouvelle en russe écrite par Vladimir Nabokov autour de 1921. Retrouvée dans les archives l'écrivain à Washington, elle a été très tardivement traduite par Dmitri Nabokov en anglais. La nouvelle a paru sous le titre anglais de Natasha dans le New Yorker le 8 juin 2008. Comme toutes les productions littéraires de Nabokof à l'époque, la nouvelle est signée « Vl. Sirine ».
La traduction française, due à Bernard Kreise, est faite directement à partir de l'original russe.

## Personnages
- Natacha : une jeune fille russe ;
- Alexeï Ivanytch Krenov : son père, âgé et malade ;
- Le baron Wolf, trente ans, un ami de la famille Krenov.

Tous trois semblent avoir fui la Russie révolutionnaire et vivent en exil dans le même immeuble berlinois.

## Résumé
Partant chercher des médicaments pour son père, Natacha croise le baron Wolf et lui annonce que le malade va mieux. Le baron se réjouit de cette nouvelle et regarde la jeune fille descendre les escaliers. Profitant de l'absence de Natacha, il frappe à la porte de la chambre que Krenov partage avec sa fille. Le vieillard malade l'accueille avec joie. Wolf fait part des bonnes nouvelles qu'il vient d'entendre sur sa santé. Mais Ivan Ivanytch ne croit plus à sa guérison. « Ils ont tué mes deux fils. Ils nous ont chassés, Natacha et moi, du nid familial, et maintenant il ne me reste qu'à mourir dans une ville étrangère. Tout cela est d'une telle stupidité... ». Wolf tente de le rassurer... et commence à raconter une aventure de son passé d'explorateur : « C'était au cours d'une de mes errances au Congo, commençai-t-il, et sa silhouette, qui avait tendance à prendre l'embonpoint, oscilla. Oui, dans le lointain Congo, mon cher Alexeï Ivanytch, dans la jungle, voyez-vous... »
Dans la nuit qui suit, alors que Natacha se laisse aller à un rêve sensuel, son père la réveille brusquement. Il souffre terriblement. Sa douleur ne passe que lentement. Le lendemain matin, Natacha peut raconter sa nuit à Wolf... qui prétextant le beau temps l'invite en promenade, qui n'ose guère abandonner son père. Mais celui-ci la rassure...
Ils passent la journée dans la campagne berlinoise. À nouveau, Wolf raconte ses voyages à Natacha : « Les voyages oui, Ah, Natacha, j'ai eu parfois l'impression d'être un dieu. À Ceylan, j'ai vu le Palais des Ombres et à Madagascar, j'ai tué à la chevrotine de minuscules oiseaux émeraude. Là-bas, les indigènes portent des colliers faits de vertèbres et chantent des airs bien étranges, la nuit, au bord de la mer. »
Natacha lui raconte alors en confidence, qu'étant enfant, elle a eu une vision mystique... qu'elle a pris pour la Mère de Dieu... Vision qui s'est répétée par la suite.
Touché par l'intimité de la situation, Wolf se confesse : 

« - Je dois vous avouer quelque chose, Natacha. Voici : je ne suis jamais allé ni en Afrique ni en Inde. Ce ne sont que des mensonges. J'ai près de trente ans maintenant, et hormis deux ou trois villes russes, une douzaine de villages et ce pays stupide où nous nous trouvons, je n'ai jamais rien vu. Pardonnez-moi.
Il afficha un sourire désolé. Il regretta soudain de façon insupportable ses divagations formidables qui le faisaient vivre depuis son enfance.
[...]
- Vous avez beaucoup de mépris pour moi ? demanda Wolf.
Elle éclat de rire.
- Ce sont des bêtises. Vous et moi, nous sommes quittes. Tout ce que je vous ai dit de l'extase, de la Mère de Dieu, de la clochette, tout vient aussi de mon imagination. Je l'ai inventé, comme ça, et puis, bien entendu, il m'a semblé que les choses étaient ainsi dans la réalité...
- C'est exactement ça, dit Wolf radieux.
- Racontez-moi encore des épisodes de vos voyages, demanda Natacha sans malice.
De son geste coutumier, Wolf sortit son porte-cigarette massif.
- À votre service. Un jour, alors que je naviguais sur une goélette entre Bornéo et Sumatra... »

— Vladimir Nabokov, Natacha, chapitre 4.
Les deux jeunes gens poursuivent leur promenade au bord d'un lac paisible. « Les reflets des nuages voguaient sur la surface de turquoise morte, et Natacha eut soudain l'impression qu'ils étaient en Russie, qu'il étais impossible de se trouver ailleurs qu'en Russie, alors qu'un bonheur aussi brûlant lui serrait la gorge, et elle se sentait heureuse parce que Wolf disait des inepties vraiment merveilleuses, qu'il lançait des galets plats en poussant des « ouh ! », et les pierres, comme par magie, glissaient et ricochaient sur l'eau. »
Au retour de leur escapade, Natacha, qui s'inquiète un peu pour son père, se recommande au baron : « - Quand je raconterai à papa notre promenade, ne m'interrompez pas et ne me corrigez pas. Je lui parlerai sans doute de choses que nous n'avons absolument pas vues, de toutes sortes de petites merveilles. Il comprendra. »
Au moment de rentrer à leur domicile, le Baron Wolf avoue à Natacha qu'il l'aime. Quand elle arrive chez elle, elle aperçoit son père, sorti malgré sa faiblesse. Il lui dit qu'il va acheter le journal qu'elle a oublié de lui prendre...En rentrant dans sa chambre, elle s'aperçoit que des voisines sont là et l'accueillent avec empressement.
« À cet instant seulement, Natacha remarqua que son père était couché sur le lit, ce n'était absolument pas celui qu'elle venait de voir mais un petit vieux au nez cireux. »

## Édition en français
- Vladimir Nabokov (trad. de l'anglais par Maurice et Yvonne Couturier, Bernard Kreise et Laure Troubetzkoy), Nouvelles complètes, Paris, Gallimard, coll. « Quarto », mars 2010, 868 p. (ISBN 978-2-07-012786-3), « Natacha »